# Sopwith Cuckoo
Sopwith Cuckoo T.1 - foi um biplano britânico torpedeiro utilizado pela Royal Naval Air Service (RNAS), e sua organização sucessora, a Royal Air Force (RAF). O T.1 Aplainadora foi o primeiro projetado especificamente para operações da transportadora, mas era tarde demais completou para o serviço na Primeira Guerra Mundial. Depois do Armistício, a T.1 foi nomeado o cuco. 

## Projeto e desenvolvimento
Em outubro de 1916, Commodore Murray Sueter, Superintendente do Departamento Aéreo da construção aeronáutica, solicitou Sopwith para um único banco de aeronaves capazes de transportar um torpedo e 1.000 libras de combustível suficiente para fornecer uma resistência de quatro horas. A aeronave resultante, designado por T.1 Sopwith, [2] foi um grande biplano baía de três. Porque o T.1 foi projetado para operar a partir de plataformas de transporte, as suas asas foram articuladas a dobrar para trás. O T.1 poderia decolar de uma plataforma transportadora em quatro segundos, mas não foi capaz de fazer um pouso transportadora e nenhuma arte detenção foi montado. A split-eixo permitiu o pouso da aeronave para transportar 1.000 Mc lb. IX torpedo abaixo da fuselagem.
T.1 O primeiro protótipo voou em junho de 1917, alimentado por um 200 hp-Hispano Suiza Engine 8BA [5]. Ensaios Jornal iniciada em julho de 1917 e do Almirantado emitidas ordens de produção para 100 aeronaves em agosto. Contractors Fairfield Engenharia e Pegler & Company não tinha nenhuma experiência como fabricantes de aeronaves, no entanto, resultando em atrasos de produção substancial. Além disso, o SE5a tinha prioridade para o abastecimento limitado do Hispano-Suiza 8. Redesenho da estrutura T.1 para acomodar os mais pesados Sunbeam Arab efectuadas novos atrasos.
Em fevereiro de 1918, o Almirantado emitida uma ordem de produção para o Blackburn Aircraft, uma fabricante de aviões experiente. Blackburn emitiu T.1 primeira vez em maio de 1918. [5] A aeronave imediatamente experientes pouso e tailskid falhas, exigindo a reformulação desses componentes. O T.1 também necessária uma alargada e compensar leme estabilizador vertical para combater a sua tendência para viragem à direita.
Depois de submetido a ensaios de serviço na RAF East Fortune, o T.1 foi recomendado para o serviço de esquadrão. As entregas do avião Torpedo escola no East Fortune começou no início de agosto de 1918. Fairfield e Pegler, finalmente, começou a produção em agosto e outubro, respectivamente.

## História Operacional
Cuckoo T.1 torpedoThe lançamento prática não foi utilizado operacionalmente antes do armistício. No serviço, o avião era geralmente populares entre os pilotos, porque a estrutura foi forte e desembarques de água estavam a salvo. O T.1 era fácil de controlar e foi totalmente acrobático sem um torpedo de carga. O motor árabe-se insatisfatório, no entanto, e cerca de 20 T.1s foram convertidos para usar motores Wolseley Viper. Essas aeronaves, mais tarde designada Cuckoo Mk. II, distinguiam-se por linha o Viper de menor pressão. A variante árabe-motor foi designado Cuckoo Mk. I.
Um total de 300 T.1s foram condenadas, mas apenas 90 aviões foram entregues pelo Armistício. Um total de 232 aeronaves havia sido concluída até o tempo de produção terminou em 1919. Blackburn Aircraft produzidos 162 aeronaves, enquanto Fairfield Engenharia concluído e 50 Pegler & Company concluiu o outro 20. Após o Armistício, T.1s muitos foram entregues diretamente para depósitos em Renfrew e Newcastle.
A carreira operacional Cuckoo's terminou quando a última unidade a usar o tipo, No. 210 Squadron, dissolvida em Gosport em 1 de Abril de 1923. The Cuckoo foi substituído em serviço pelo Blackburn Dart. Hoje, nenhuma célula Cuckoo completo sobrevive, mas um conjunto de cuco Mk. Eu asas são conservados no Museu Nacional de Parapente, na Escócia.

## Uso Planejada
Ao longo de 1917, o comodoro Sueter propôs planos para um ataque aéreo de torpedo sobre a Frota de Alto-Mar alemã em sua base na Alemanha. Os porta-aviões HMS Argus, HMS Furious e HMS Campania, e os cruzadores de batalha convertidos HMS Courageous e HMS Glorious, lançariam cem Cuckoos do Mar do Norte. Em setembro de 1917, o almirante sir David Beatty, comandante da Grande Frota, propôs um esquema semelhante envolvendo 120 Cuckoos lançados de oito navios mercantes convertidos. O treinamento ocorreu no Estuário do rio Forth, onde Cuckoos praticaram torpedos lançados contra alvos rebocados por contratorpedeiros. Cuckoos do Esquadrão Nº 185 embarcaram no Argus em novembro de 1918, mas as hostilidades terminaram antes da aeronave poder realizar quaisquer operações de combate.

## Variantes
- Cuckoo Mk. I

Principal variante de produção. Alimentado por um de 200 cv (149 kW) Sunbeam motor árabe.
- Cuckoo Mk. II

Mc. Eu convertidos para usar um de 200 cv (149 kW) do motor Wolseley Viper.
- Cuckoo Mk. III

Protótipo equipado com um 275 hp (205 kW) Rolls-Royce motor de Falcon III.
- Sopwith B.1

Bombardeiro sede Single-alimentado por uma de 200 cv (149 kW) Hispano-Suiza 8 motor. Dois protótipos construídos.

## Operadores
- Império do Japão

Japonês da Força Aérea operou 6 Cuckoo Mk. Aeronaves II.
- Reino Unido

Royal Naval Air Service
Royal Air Force
No. 185 Squadron RAF - Usado Cuckoo de outubro de 1918, mas foi dissolvida no ano seguinte.
No. 186 Squadron RAF - Usado Cuckoo final de 1918. Foi rebatizado No. 210 Squadron, em 1920.
No. 210 Squadron RAF - Formado em 1920 em No. 186 Squadron, e continuou a usar o cuco até 1 de abril de 1923 quando a unidade dissolvido